# Gonatocerus nigritarsis
Gonatocerus nigritarsis is een vliesvleugelig insect uit de familie Mymaridae. De wetenschappelijke naam is voor het eerst geldig gepubliceerd in 1887 door Ashmead.